# Гонсалес, Хоэль
Хоэ́ль Гонса́лес Бони́лья (исп. Joel González Bonilla; род. 30 сентября 1989; Фигерас, Испания) — испанский тхэквондист, олимпийский чемпион 2012 года и бронзовый призёр Игр 2016 года, двукратный чемпион мира и Европы, бронзовый призёр первых Европейских игр в Баку и летней Универсиады.

## Биография
Хоэль Гонсалес родился в 1989 году в небольшом испанском городе Фигерас. Там же начал заниматься тхэквондо. В 2009 году Гонсалес впервые стал чемпионом мира, победив в финале мексиканца Дамьяна Вилью 11:8. Через год Хоэль добавил в свою медальную копилку звание чемпиона Европы по тхэквондо. В финале соревнований, проходивших в Санкт-Петербурге испанец победил хозяина турнира Алана Ногаева. В 2011 году Хоэль Гонсалес защитил звание чемпиона мира, победив в финале соревнований португальца Руя Браганса 4:1.
В январе 2012 года, на европейских квалификационных соревнованиях в Казани, Гонсалес дошёл до финала в категории до 58 кг и тем самым завоевал олимпийскую лицензию для участия в летних Олимпийских играх 2012 года в Лондоне. На Олимпийских играх Гонсалес был посеян под первым номером. Лишь только в первом раунде Хоэль одержал победу с разницей в один балл. Поочередно победив соперников из Швеции, Австралии и Колумбии Гонсалес вышел в финал, где его соперником стал чемпион мира 2011 года южнокорейский тхэквондист Ли Дэ Хун. Поединок прошёл с преимуществом Гонсалеса и закончился со счётом 17:8 в пользу испанца, который принёс Испании первую в истории золотую медаль в тхэквондо. По итогам 2012 года Гонсалес был признан спортсменом года в Испании.
После окончания Игр в Лондоне большинство ведущих тхэквондистов перешли в более тяжёлую весовую категорию до 63 кг. На чемпионате мира 2013 года Гонсалес, в новой для себя категории, дошёл до четвертьфинала, где с разгромным счётом 8:21 уступил Ли Дэ Хуну. В мае 2015 года Гонсалес стал бронзовым летней Универсиды. Спустя неделю Хоэль дошёл до финала чемпионата мира в Челябинске, где в упорной борьбе уступил бельгийцу Жауаду Ашабу 6:7. В июне 2015 года испанский спортсмен принял участие в первых Европейских играх, которые прошли в столице Азербайджана Баку. Гонсалес выступал в категории до 68 кг. В четвертьфинале соревнований испанец уступил 5:7 хозяину Игр Айхану Тагизаде и отправился в утешительный турнир. Там Гонсалес одержал победы над словенцем Юре Пантаром и молдаванином Владиславом Арвентием и стал бронзовым призёром Европейских игр.
На летние Олимпийские игры 2016 года Гонсалес квалифицировался по результатам отборочного рейтинга. В Рио-де-Жанейро испанский тхэквондист выступал в категории до 68 кг. Уверенно победив в первых двух встречах Гонсалес вышел в полуфинал, где его соперником неожидано стал иорданец Ахмад Абугауш, занимавший до начала соревнований 40-е место в мировом рейтинге. Поединок прошёл в равной борьбе, а победу в нём одержал Абугауш, а Гонсалес получил право побороться за бронзовую награду. Матч за третье место прошёл в упорной борьбе и закончился с перевесом в один балл. Со счётом 4:3 Гонсалес смог победить венесуэльца Эдгара Контрераса.

## Награды
- Спортсмен года в Испании: 2012